# Гаузі
Гаузі (лат. і італ. Gausi) — лангобардський рід готського походження. Його представники якого правили у 547—572 роках. Вони, переважно, сповідували аріанство. За їх правління лангобарди вперше поселились в Італії. Першим представником роду на королівському престолі став Алдуїн. Його син Альбойн привів лангобардів до Італії, захопивши значну її частину. З його смертю в 572 закінчилось правління роду.